# Reprezentacja Mongolii w piłce siatkowej mężczyzn
Reprezentacja Mongolii w piłce siatkowej mężczyzn to narodowa reprezentacja tego kraju, reprezentująca go na arenie międzynarodowej.
Jak do tej pory zespół nie zdobył medalu na Mistrzostwach Azji. Reprezentacja trzykrotnie brała udział w Mistrzostwach Świata, jednak starty te miały miejsce dość dawno (w 1962, 1968 oraz w 1970 roku).

## Występy naMistrzostwach Świata
- MŚ '49-'60 - n/s
- MŚ '62 - 17. miejsce
- MŚ '66 - 21. miejsce
- MŚ '70 - 16. miejsce
- MŚ '74-'06 - n/s